# Paddington
Paddington è un'area della municipalità di Westminster nel centro di Londra. Esso stesso è un ex borgo di Londra, ma venne integrato a Westminster nella Grande Londra nel 1965.

## Il quartiere
Storicamente parte del Middlesex, i primi riferimenti a Paddington risalgono al 1056. In età moderna fu inclusa nella divisione di Holborn dell’Ossulstone in qualità di parrocchia della Diocesi di Londra. Tre importanti siti del distretto sono la stazione di Paddington, progettata dal celebre ingegnere Isambard Kingdom Brunel ed aperta nel 1847, il St Mary's Hospital e la stazione di polizia di Paddington Green (la più importante stazione di polizia di massima sicurezza del Regno Unito).

## Stazione di Paddington
La stazione di Paddington è capolinea di importanti linee ferroviarie che collegano Londra con Slough, Maidenhead, Reading, Swindon, Oxford, Bristol, Bath, Taunton, Exeter, Plymouth, Cornovaglia e sud Galles (compreso Cardiff e Swansea). Da qui parte anche l'Heathrow Express che collega Londra con l'Aeroporto di Heathrow.
Nella stazione si trova una statua del suo progettista Isambard Kingdom Brunel e del personaggio della letteratura per bambini Paddington Bear.

## Galleria d'immagini

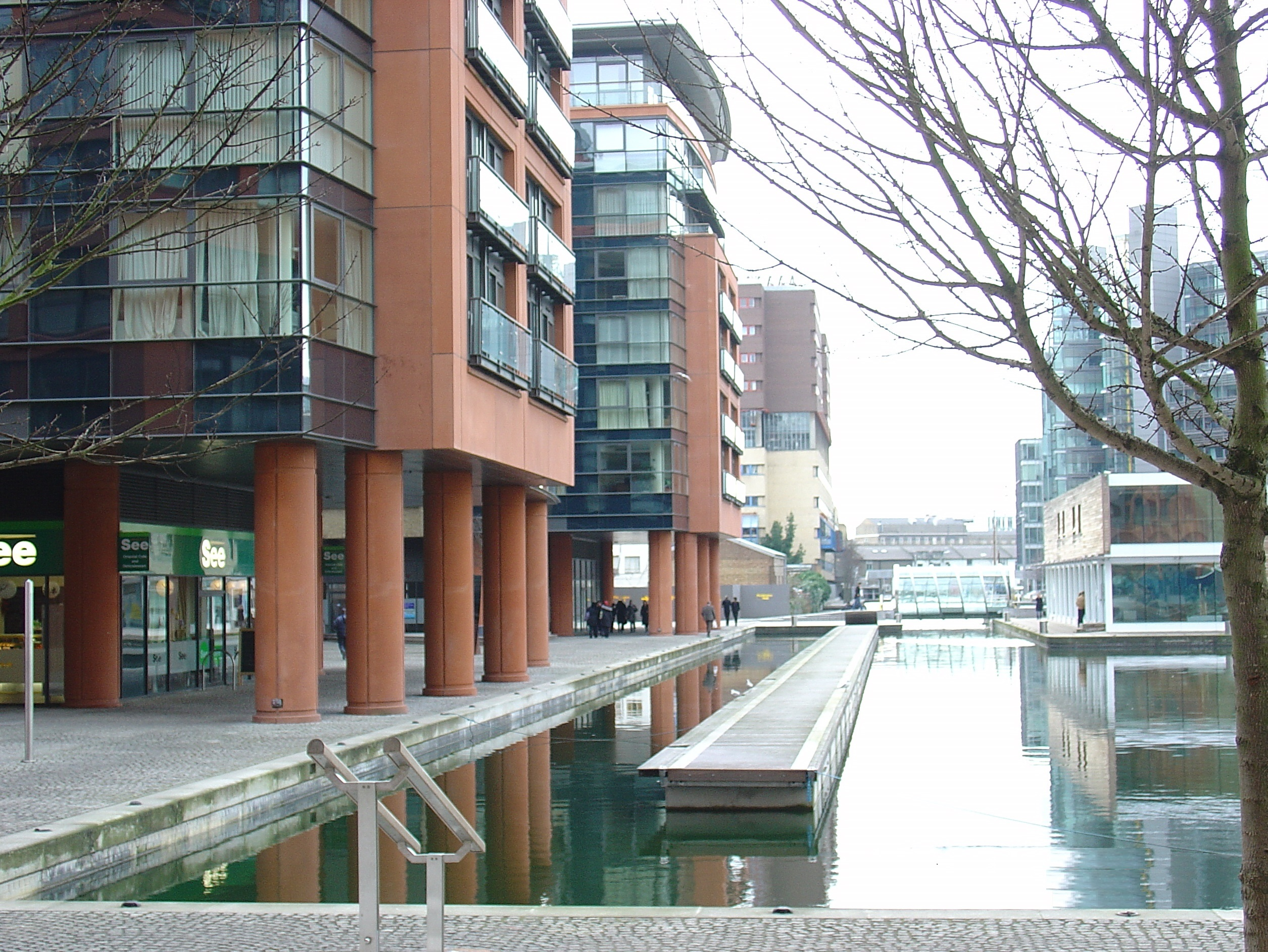
Paddington Basin, Grand Union Canal
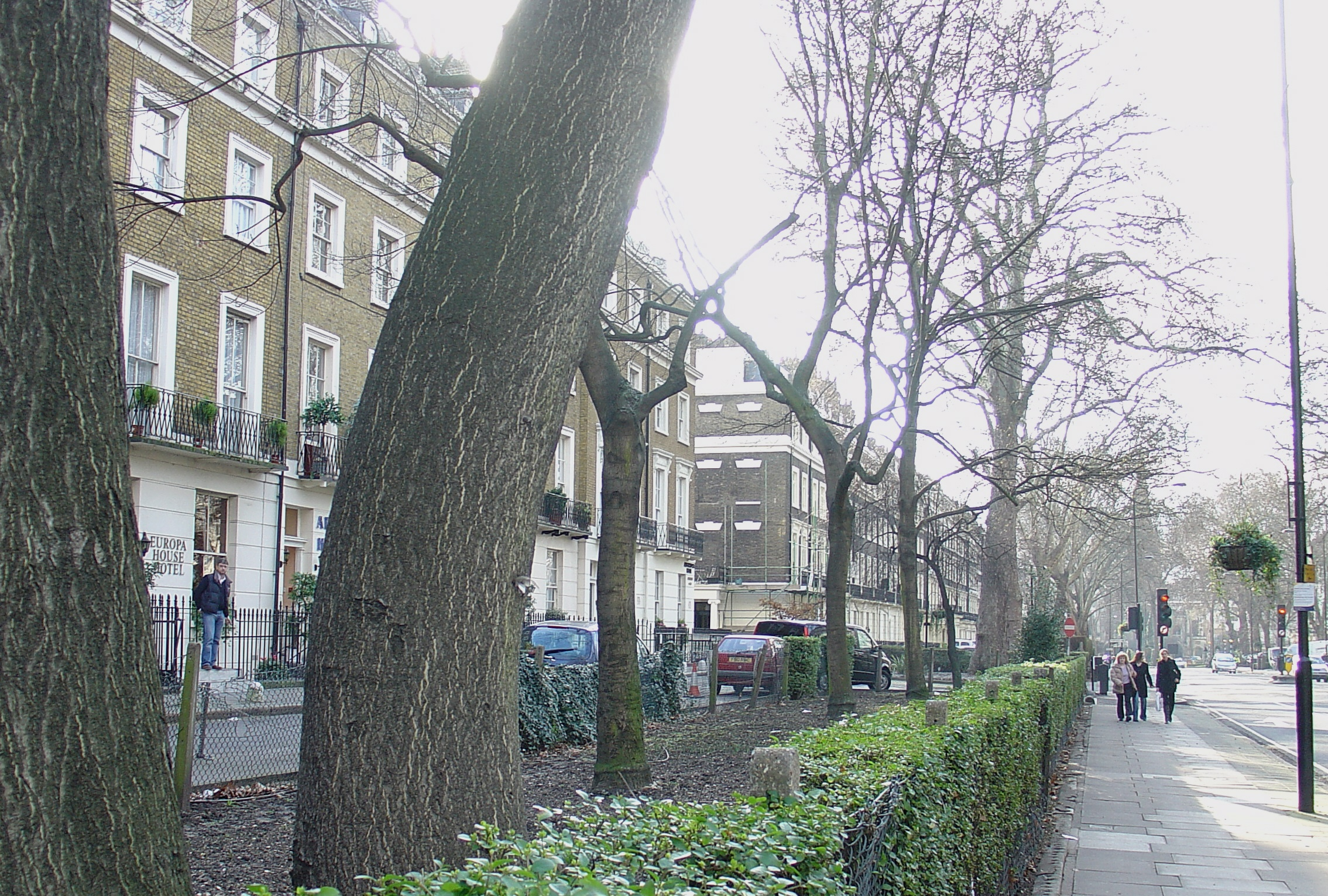
Sussex Gardens
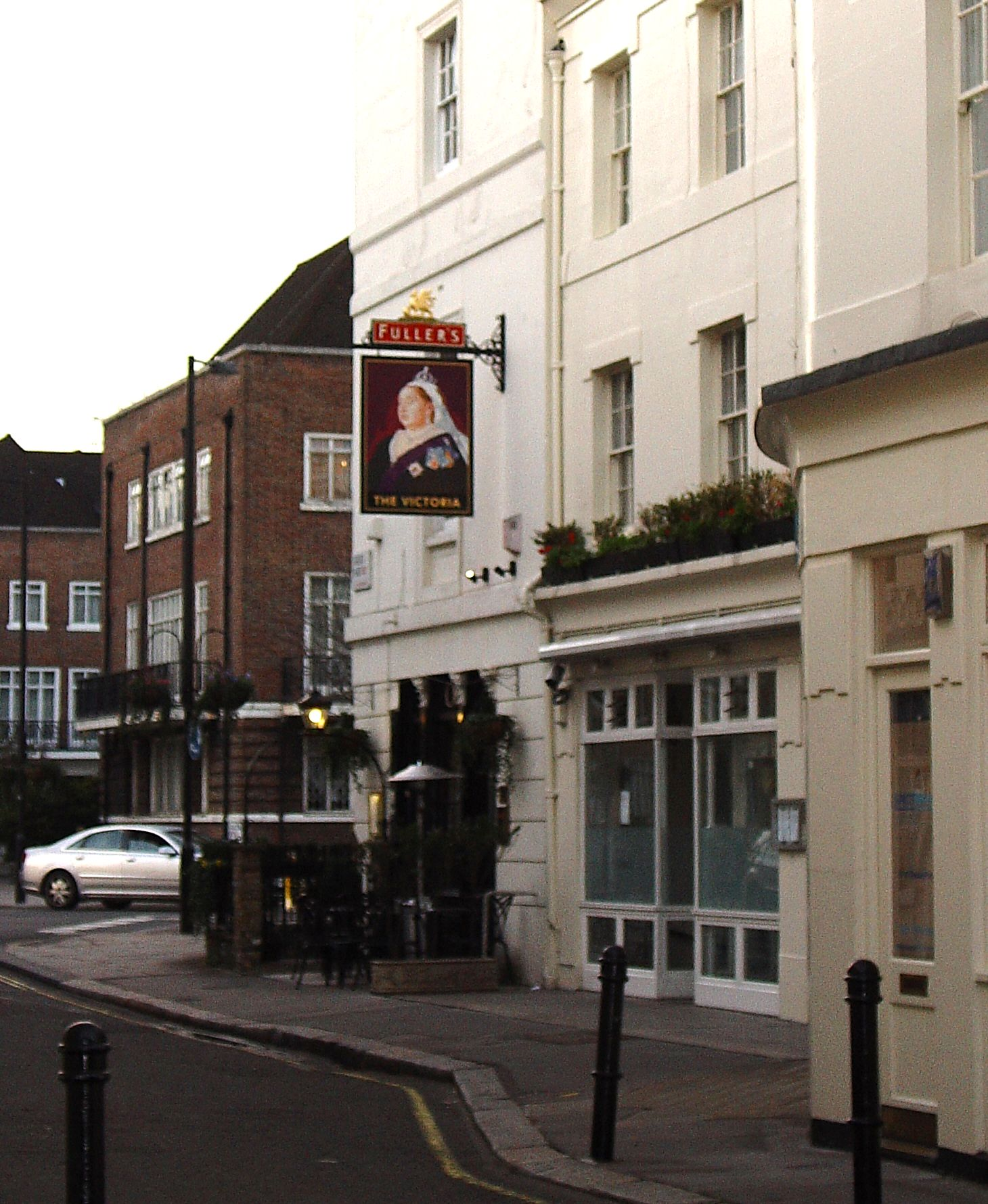
Victoria pub, Gloucester Square
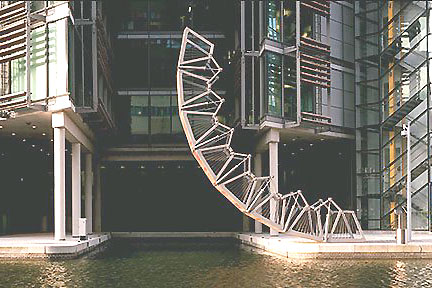
Il Rolling Bridge, ponte che attraversa il Grand Union Canal